# Güteraußenring
| Streckennummer (DB): | 6541 Teltow–Schönefeld 6008 Schönefeld–Grünauer Kreuz 6126 Grünauer Kreuz–Eichgestell 6080 Eichgestell–Biesdorfer Kreuz 6067 Biesdorfer Kreuz–Berlin-Karow Ost 6084 Berlin Karow Ost–Berlin-Karow |                                             |                                             |
| Spurweite: | 1435 mm (Normalspur) |                                             |                                             |
| | |                                             |                                             |
| \| \| \| von Jüterbog \| \| \| \| 0,0 \| Teltow \| Teltow \| \| \| 1,1 \| nach Berlin Südkreuz \| nach Berlin Südkreuz \| \| \| \| Landesgrenze Brandenburg / Berlin \| \| \| \| \| Landesgrenze Berlin / Brandenburg \| \| \| \| 4,1 \| Osdorf \| Osdorf \| \| \| 5,1 \| Landesgrenze Brandenburg / Berlin \| Landesgrenze Brandenburg / Berlin \| \| \| \| nach Lichtenrade \| \| \| \| 7,1 \| Dresden–Berlin \| Dresden–Berlin \| \| \| \| von Lichtenrade \| \| \| \| 7,7 \| Lichtenrade (GAR) \| Lichtenrade (GAR) \| \| \| 8,2 \| Lichtenrader Damm / Straßenbahnlinie 99 \| Lichtenrader Damm / Straßenbahnlinie 99 \| \| \| 8,4 \| Lichtenrade Ost \| Lichtenrade Ost \| \| \| \| Landesgrenze Berlin / Brandenburg \| \| \| \| 10,8 \| Großziethen \| Großziethen \| \| \| 11,6 \| Großziethen Ost \| Großziethen Ost \| \| \| 13,3 \| Landesgrenze Brandenburg / Berlin \| Landesgrenze Brandenburg / Berlin \| \| \| 13,9 \| Landesgrenze Berlin / Brandenburg \| Landesgrenze Berlin / Brandenburg \| \| \| 14,6 \| Mittenwalde (Mark)–Berlin-Neukölln \| Mittenwalde (Mark)–Berlin-Neukölln \| \| \| \| von Mittenwalde (Mark) \| \| \| \| \| Schönefeld Dorf \| \| \| \| \| Berliner Außenring von Flughafen Schönefeld \| \| \| \| \| Berliner Außenring zum Grünauer Kreuz \| \| \| \| 16,8 \| Schönefeld Siedlung \| Schönefeld Siedlung \| \| \| 17,2 \| Landesgrenze Brandenburg / Berlin \| Landesgrenze Brandenburg / Berlin \| \| \| 17,6 \| Berlin Grünbergallee \| Berlin Grünbergallee \| \| \| 19,1 \| Berlin-Altglienicke \| Berlin-Altglienicke \| \| \| \| nach Berlin-Grünau \| \| \| \| \| nach Berlin-Adlershof \| \| \| \| \| Görlitzer Bahn \| \| \| \| \| Berliner Außenring von Grünauer Kreuz \| \| \| \| 21,6 \| Teltowkanal \| Teltowkanal \| \| \| 23,7 \| Berlin Wendenheide \| Berlin Wendenheide \| \| \| \| Zweigbahn Schöneweide–Spindlersfeld \| \| \| \| 24,7 \| Spree \| Spree \| \| \| 26,2 \| Berlin Eichgestell \| Berlin Eichgestell \| \| \| \| nach Berlin-Köpenick und Berlin Ostbahnhof \| \| \| \| \| Guben–Berlin \| \| \| \| \| Wuhlheide (GAR) \| \| \| \| 28,1 \| Biesenhorst \| Biesenhorst \| \| \| 29,2 \| Warmbader Straße \| Warmbader Straße \| \| \| \| Grabensprungkurve nach Berlin-Kaulsdorf \| \| \| \| \| VnK-Strecke Rummelsburg – Kaulsdorf \| \| \| \| \| von Berlin-Kaulsdorf \| \| \| \| \| Biesdorfer Kreuz mit der Ostbahn \| \| \| \| 35,0 \| Springpfuhl \| Springpfuhl \| \| \| \| nach Wriezen \| \| \| \| \| Berlin–Wriezen \| \| \| \| 38,5 \| Wartenberg \| Wartenberg \| \| \| \| von Berlin-Pankow \| \| \| \| 45,5 \| Berlin-Karow \| Berlin-Karow \| \| \| \| nach Bernau (b Berlin) und Fichtengrund \| \| Nur Betriebs- und Abzweigstellen des GAR sind dargestellt. Im Bereich Schönefeld werden die beiden Trassen des GAR vor und nach der Neutrassierung von 1951 nicht unterschieden. Der BAR wird nur bis zum Grünauer Kreuz dargestellt, dahinter entstand der BAR aus dem GAR, wenngleich zumeist neu trassiert. | |                                             |                                             |
| Strecke | | von Jüterbog                                | von Jüterbog                                |
| Bahnhof | 0,0 | Teltow                                      | Teltow                                      |
| Abzweig ehemals geradeaus und nach links | 1,1 | nach Berlin Südkreuz                        | nach Berlin Südkreuz                        |
| Grenze (Strecke außer Betrieb) | | Landesgrenze Brandenburg / Berlin           | Landesgrenze Brandenburg / Berlin           |
| Grenze (Strecke außer Betrieb) | | Landesgrenze Berlin / Brandenburg           | Landesgrenze Berlin / Brandenburg           |
| Dienststation / Betriebs- oder Güterbahnhof (Strecke außer Betrieb) | 4,1 | Osdorf                                      | Osdorf                                      |
| Grenze (Strecke außer Betrieb) | 5,1 | Landesgrenze Brandenburg / Berlin           | Landesgrenze Brandenburg / Berlin           |
| Abzweig geradeaus und nach rechts (Strecke außer Betrieb) | | nach Lichtenrade                            | nach Lichtenrade                            |
| Kreuzung geradeaus unten (Strecke geradeaus außer Betrieb) | 7,1 | Dresden–Berlin                              | Dresden–Berlin                              |
| Abzweig geradeaus und von rechts (Strecke außer Betrieb) | | von Lichtenrade                             | von Lichtenrade                             |
| Dienststation / Betriebs- oder Güterbahnhof (Strecke außer Betrieb) | 7,7 | Lichtenrade (GAR)                           | Lichtenrade (GAR)                           |
| Kreuzung geradeaus unten (Strecken außer Betrieb) | 8,2 | Lichtenrader Damm / Straßenbahnlinie 99     | Lichtenrader Damm / Straßenbahnlinie 99     |
| Haltepunkt / Haltestelle (Strecke außer Betrieb) | 8,4 | Lichtenrade Ost                             | Lichtenrade Ost                             |
| Grenze (Strecke außer Betrieb) | | Landesgrenze Berlin / Brandenburg           | Landesgrenze Berlin / Brandenburg           |
| Bahnhof (Strecke außer Betrieb) | 10,8 | Großziethen                                 | Großziethen                                 |
| Haltepunkt / Haltestelle (Strecke außer Betrieb) | 11,6 | Großziethen Ost                             | Großziethen Ost                             |
| Grenze (Strecke außer Betrieb) | 13,3 | Landesgrenze Brandenburg / Berlin           | Landesgrenze Brandenburg / Berlin           |
| Grenze (Strecke außer Betrieb) | 13,9 | Landesgrenze Berlin / Brandenburg           | Landesgrenze Berlin / Brandenburg           |
| Kreuzung geradeaus oben (Strecken außer Betrieb) | 14,6 | Mittenwalde (Mark)–Berlin-Neukölln          | Mittenwalde (Mark)–Berlin-Neukölln          |
| Abzweig geradeaus und von rechts (Strecke außer Betrieb) | | von Mittenwalde (Mark)                      | von Mittenwalde (Mark)                      |
| Haltepunkt / Haltestelle (Strecke außer Betrieb) | | Schönefeld Dorf                             | Schönefeld Dorf                             |
| Abzweig ehemals geradeaus und von rechts | | Berliner Außenring von Flughafen Schönefeld | Berliner Außenring von Flughafen Schönefeld |
| Abzweig geradeaus und nach links | | Berliner Außenring zum Grünauer Kreuz       | Berliner Außenring zum Grünauer Kreuz       |
| ehemaliger Haltepunkt / Haltestelle | 16,8 | Schönefeld Siedlung                         | Schönefeld Siedlung                         |
| Grenze | 17,2 | Landesgrenze Brandenburg / Berlin           | Landesgrenze Brandenburg / Berlin           |
| S-Bahnhof | 17,6 | Berlin Grünbergallee                        | Berlin Grünbergallee                        |
| S-Bahnhof | 19,1 | Berlin-Altglienicke                         | Berlin-Altglienicke                         |
| Abzweig geradeaus und ehemals nach rechts | | nach Berlin-Grünau                          | nach Berlin-Grünau                          |
| Abzweig ehemals geradeaus und nach links | | nach Berlin-Adlershof                       | nach Berlin-Adlershof                       |
| Kreuzung geradeaus oben (Strecke geradeaus außer Betrieb) | | Görlitzer Bahn                              | Görlitzer Bahn                              |
| Abzweig ehemals geradeaus und von links | | Berliner Außenring von Grünauer Kreuz       | Berliner Außenring von Grünauer Kreuz       |
| Brücke über Wasserlauf | 21,6 | Teltowkanal                                 | Teltowkanal                                 |
| ehemaliger Dienststation / Betriebs- oder Güterbahnhof | 23,7 | Berlin Wendenheide                          | Berlin Wendenheide                          |
| Kreuzung geradeaus oben | | Zweigbahn Schöneweide–Spindlersfeld         | Zweigbahn Schöneweide–Spindlersfeld         |
| Brücke über Wasserlauf | 24,7 | Spree                                       | Spree                                       |
| Dienststation / Betriebs- oder Güterbahnhof | 26,2 | Berlin Eichgestell                          | Berlin Eichgestell                          |
| Abzweig geradeaus, nach links und nach rechts | | nach Berlin-Köpenick und Berlin Ostbahnhof  | nach Berlin-Köpenick und Berlin Ostbahnhof  |
| Kreuzung geradeaus oben | | Guben–Berlin                                | Guben–Berlin                                |
| ehemaliger Haltepunkt / Haltestelle | | Wuhlheide (GAR)                             | Wuhlheide (GAR)                             |
| ehemaliger Bahnhof | 28,1 | Biesenhorst                                 | Biesenhorst                                 |
| ehemaliger Haltepunkt / Haltestelle | 29,2 | Warmbader Straße                            | Warmbader Straße                            |
| Abzweig geradeaus und ehemals nach rechts | | Grabensprungkurve nach Berlin-Kaulsdorf     | Grabensprungkurve nach Berlin-Kaulsdorf     |
| Kreuzung geradeaus oben | | VnK-Strecke Rummelsburg – Kaulsdorf         | VnK-Strecke Rummelsburg – Kaulsdorf         |
| Abzweig geradeaus und nach rechts | | von Berlin-Kaulsdorf                        | von Berlin-Kaulsdorf                        |
| Kreuzung geradeaus unten | | Biesdorfer Kreuz mit der Ostbahn            | Biesdorfer Kreuz mit der Ostbahn            |
| ehemaliger Dienststation / Betriebs- oder Güterbahnhof | 35,0 | Springpfuhl                                 | Springpfuhl                                 |
| Abzweig geradeaus und nach rechts | | nach Wriezen                                | nach Wriezen                                |
| Kreuzung geradeaus oben (Querstrecke außer Betrieb) | | Berlin–Wriezen                              | Berlin–Wriezen                              |
| ehemaliger Dienststation / Betriebs- oder Güterbahnhof | 38,5 | Wartenberg                                  | Wartenberg                                  |
| Abzweig geradeaus und von links | | von Berlin-Pankow                           | von Berlin-Pankow                           |
| Bahnhof mit S-Bahn-Halt | 45,5 | Berlin-Karow                                | Berlin-Karow                                |
| Abzweig geradeaus und nach rechts | | nach Bernau (b Berlin) und Fichtengrund     | nach Bernau (b Berlin) und Fichtengrund     |

Der Berliner Güteraußenring (GAR) war eine 1940/41 erbaute, etwa 45 Kilometer lange Eisenbahnverbindung von Teltow nach Berlin-Karow zur südlichen und östlichen Umfahrung der Stadt Berlin. Ursprünglich Bestandteil älterer Planungen einer Ringverbindung rund um die Stadt, die bis 1926 mit der Umgehungsbahn bereits teilweise umgesetzt waren, wurden die Planungen ab 1938 im Süden Berlins auf eine deutlich stadtnähere Trasse verlegt. Die Strecke wurde im Zweiten Weltkrieg nur provisorisch gebaut.
Der südliche Abschnitt von Teltow bis Grünau wurde bis 1951 sehr stark genutzt, danach durch den neu erbauten Außenring ersetzt und in den 1950er Jahren schrittweise stillgelegt. Östlich von Schönefeld wird die Trasse seit 1962 für die S-Bahn genutzt, der übrige Teil der Strecke wurde abgebaut.
Der östliche Abschnitt von Grünau bis Karow wurde zwischen 1951 und 1957 ausgebaut und dabei größtenteils neu trassiert. Er zählt seitdem zum Berliner Außenring.

## Verlauf

### Von Teltow bis Grünauer Kreuz
Der Güteraußenring nahm seinen Anfang im Güterbahnhof Teltow an der Anhalter Bahn.
Nördlich des Bahnhofs knickte die Strecke nach Osten ab und führte weiter über Osdorf und Lichtenrade (dort Anschluss an die Dresdener Bahn), Großziethen nach Schönefeld und von dort im Wesentlichen entlang der heutigen Streckenführung der S-Bahn über Altglienicke bis zum Grünauer Kreuz.

### Vom Grünauer Kreuz bis Karow

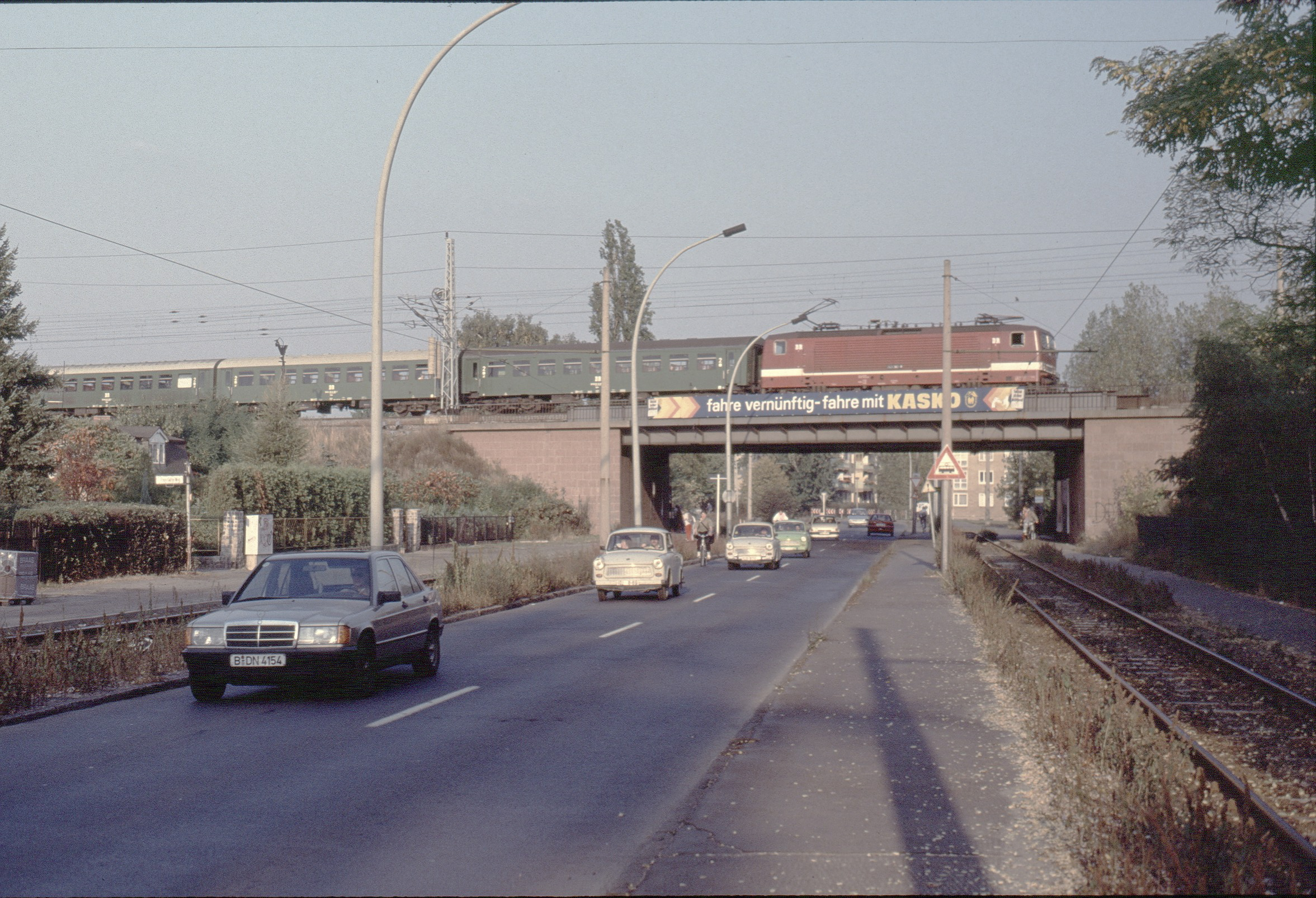
Brücke über die Dörpfeldstraße, 1991

Weiter verlief die Strecke Richtung Norden ähnlich wie der heutige Berliner Außenring über Eichgestell und Wuhlheide bis zum Biesdorfer Kreuz. Dort wurde die Ostbahn unterquert und die Strecke weiter bis nach Berlin-Karow an der Stettiner Bahn geführt.

### Spätere Erweiterung von Karow bis Oranienburg
Eine 1950 gebaute Umgehungsstrecke führt von Berlin-Karow über Basdorf, unter Nutzung eines Abschnitts der Heidekrautbahn nach Wensickendorf, weiter über Schmachtenhagen zum Bahnhof Fichtengrund mit Verbindungen zur Berliner Nordbahn nach Norden sowie nach Oranienburg. Dort bestand Übergang zur Umgehungsbahn, die nördlich und westlich um Berlin herumführte. Diese Strecke wird teilweise auch als Nördlicher Güteraußenring bezeichnet und führt auch die Kilometrierung des Güteraußenrings fort. Sie entstand jedoch vor allem zum Zweck der Umfahrung von West-Berlin und hat nichts mit dem ursprünglich geplanten Verlauf des Güteraußenrings zu tun, welcher weiter südlich, teilweise über dann zu West-Berlin gehörendes Gebiet, verlaufen sollte.

## Geschichte

### Vorgeschichte und Umgehungsbahn bis 1926
Bereits zu Beginn des 20. Jahrhunderts wurden diverse Projekte zur Umfahrung Berlins vor allem für den Güterverkehr zur Entlastung der Strecken in der Stadt geplant. Begonnen wurde der Bau im Westen. 1902/1904 ging die Strecke von Treuenbrietzen bei Jüterbog über Wildpark bei Potsdam und Wustermark nach Nauen in Betrieb. Im Jahre 1915 folgte die Strecke von Nauen nach Oranienburg.
Weitere Planungen sahen eine Verbindungsstrecke von Michendorf nach Biesdorf über Wuhlheide vor, südlich von Michendorf sollte ein Verschiebebahnhof entstehen. Im März 1914 ging dem Preußischen Landtag der Entwurf eines Eisenbahnanleihegesetzes zu, das unter anderem die Mittel für den Bau dieser Verbindung enthielt, als neuer östlicher Endpunkt war Mahlsdorf vorgesehen. Durch den Ersten Weltkrieg kam es nicht zum Bau, die Planungen liefen jedoch unter verantwortlicher Leitung von Oberbaurat Waldemar Suadicani weiter. Man rechnete zwar nicht mit einem kostendeckenden Betrieb der 57 Kilometer langen Strecke, sah jedoch dringenden Bedarf an einer Entlastung der Bahnanlagen in Berlin und hohen militärischen Nutzen. Die neue Strecke sollte die bestehenden Strecken niveaufrei kreuzen. In Seddin und Bahnhof Berlin-Köpenick sollte sie parallel zu den Altstrecken in den Verknüpfungsbahnhof einmünden, ähnlich wie es bereits bei der bestehenden Umgehungsbahn in Nauen, Wusterpark und Wildpark geschehen war. In Köpenick war eine Überführung östlich des Bahnhofs über die Niederschlesisch-Märkische Eisenbahn geplant. Eine zweigleisige Verbindungskurve in Richtung des Verschiebebahnhofs Rummelsburg war vorgesehen, an den Kreuzungen mit der Anhalter und der Dresdener Bahn sollten nur eingleisige Verknüpfungen entstehen. Ein weiterer Verschiebebahnhof war im Raum Mahlsdorf geplant.
Nach Kriegsende wurden 1922 erneut für den Bau dieser als Hauptbahn konzipierten Strecke im Haushalt des Reichsverkehrsministeriums 44 Millionen Mark genehmigt. Der Bau wurde zunächst auf der ganzen Strecke begonnen. Im September des Inflationsjahres 1923 wurde jedoch entschieden, sich bis Ende 1924 nur auf den westlichen Teil zu konzentrieren und die Strecke kurz hinter dem späteren Bahnhof Genshagener Heide nach Norden in die Anhalter Bahn einzufädeln. Die eingleisige Strecke von Michendorf an der Bahnstrecke Berlin–Blankenheim bis zum Bahnhof Großbeeren wurde am 1. Dezember 1926 eröffnet. Durch den Anfang der 1920er Jahre eröffneten Rangierbahnhof Seddin war die Strecke bald so belastet, dass sie bereits bis 1929 zweigleisig ausbebaut wurde.
Im angrenzenden Bahnhof Teltow schloss die Teltower Eisenbahn an, die im Bogen südlich um die Stadt Teltow führte und diverse Industriebetriebe am Teltowkanal anband.
Östlich der Anhalter Bahn hatten bis zum September 1923 bereits einige Erdarbeiten stattgefunden. Die Reichsbahn entschied im Dezember 1927, auf den Weiterbau der Umgehungsbahn zu verzichten und die vorhandenen Mittel lieber für den viergleisigen Ausbau der Strecke Wannsee-Grunewald einzusetzen. Erst viel später und unter völlig anderen Voraussetzungen wurde 1951 auf fast der gleichen Trasse ein Teil des Berliner Außenrings eröffnet.

### Planungen von 1937 bis 1939
1937 planten die Nationalsozialisten den Umbau Berlins zur „Welthauptstadt Germania“. In diesem Rahmen sollte es in Berlin keinen Durchgangsgüterverkehr mehr geben, dieser sollte über einen Güteraußenring mit vier daran gelegenen leistungsfähigen Verschiebebahnhöfen geführt werden. Zunächst war die Wiederaufnahme der 1923 unterbrochenen Bauarbeiten mit einem Verschiebebahnhof bei Diedersdorf geplant. Jedoch erwies sich der Standort Diedersdorf als äußerst ungünstig, viel günstiger erschien Großbeeren, allerdings wäre dann der Güteraußenring dort entlangzuführen. Da ohnehin eine Strecke von Potsdam über Stahnsdorf nach Teltow geplant war (die nie gebaut wurde), lag es nahe, diese ab Teltow (dann „Teltower Kreuz“) nach Osten zu verlängern.
So war 1938 plötzlich für das seit langem geplante und vordringliche Bauprojekt „Güteraußenring“ eine völlig neue Trasse von Teltow über Lichtenrade, Großziethen nach Schönefeld notwendig. Diese lag näher an Berlin und führte in Lichtenrade auch durch bewohnte Gebiete. Die Planungen wurden mit Hochdruck vorangetrieben, die Strecke sollte viergleisig gebaut werden (zwei Gleise für den Güterverkehr plus Reservefläche für den späteren Bau zweier S-Bahn-Gleise) und in Tieflage ausgeführt werden, um die Anlage kreuzender Straßenbrücken zu vereinfachen. Allein in Lichtenrade waren zwei neue S-Bahn-Turmbahnhöfe vorgesehen: Lichtenrader Kreuz (an der Kreuzung mit der Dresdener Bahn) und Lichtenrade-Nord (an der Kreuzung mit der Straßenbahnlinie 99).
Im Frühsommer 1939 wurde als erste Baumaßnahme eine Behelfsbrücke errichtet, um die Straßenbahn in Lichtenrade über die geplante Förderbahn für den Erdaushub hinwegzuführen. Am 4. August erging jedoch eine Verordnung, die bis zum 1. Oktober 1939 den Beginn neuer Bauvorhaben untersagte. Nach Beginn des Zweiten Weltkriegs wurde dieses befristete Bauverbot zu einem Dauerzustand.

### Der Bau des Güteraußenrings von Teltow nach Kaulsdorf 1940
Bereits nach wenigen Monaten zeigte sich jedoch, dass es im Krieg zu immer größeren Betriebsschwierigkeiten im Eisenbahnknoten Berlin kam, zudem war das innerstädtische Streckennetz wesentlich stärker durch Luftangriffe gefährdet als eine an der Peripherie verlaufende Eisenbahnstrecke. Am 29. März 1940 stufte Fritz Todt den Bau als kriegswichtig mit höchster Dringlichkeitsstufe ein. Der Ministerrat für die Reichsverteidigung unter Hermann Göring erließ die „Verordnung über die Durchführung kriegswichtiger Bauvorhaben der Deutschen Reichsbahn“ vom 23. April 1940, wonach die Reichsbahn mit den Arbeiten ohne Rücksicht auf die Grundeigentumsverhältnisse beginnen durfte; zum Abriss von Wohnhäusern auf der Strecke war lediglich eine Frist von einem Monat zwischen schriftlicher Ankündigung und Räumung einzuhalten. Die Bauarbeiten begannen am 1. Juli 1940.
Die Strecke wurde nur stark vereinfacht in ebenerdiger und eingleisiger Form gebaut, im Rahmen der zulässigen Neigungen weitgehend dem Gelände angepasst. In der Siegfriedstraße, am Beginn der Siedlung Sigridshorst, mussten drei Wohnhäuser dem Bahnbau weichen. Zwischen den Bahnübergängen Osdorfer Straße und der Reichsstraße 101 entstand der Kreuzungsbahnhof Osdorf südlich des Gutes Osdorf. In Lichtenrade wurden die Dresdener Bahn sowie die Straßenbahn auf dem Lichtenrader Damm hochgelegt. Dazwischen entstand der Kreuzungsbahnhof Lichtenrade GAR, dessen Bau den Abriss von zwölf Wohnhäusern erforderte und inmitten dessen der Bahnübergang Halker Zeile lag, der zumeist verschlossen blieb, deshalb wurde direkt daneben zusätzlich eine Fußgängerbrücke gebaut. Weiter östlich wurden die Berliner Straße (heute Alt-Lichtenrade) und die Buckower Straße (heute Töpchiner Weg) mit Bahnübergängen überquert. Der Kreuzungsbahnhof Groß Ziethen lag dort zwischen den Landstraßen aus Buckow und Rudow. Im Bereich Schönefeld wurde zunächst die hier in einen Einschnitt gelegte Neukölln-Mittenwalder Eisenbahn überquert, anschließend folgte ein Verbindungsgleis von dort und ein Kreuzungsbahnhof. Die anschließende, erst im August 1940 eröffnete Straßenbahnstrecke zu den Henschel Flugzeug-Werken musste zur Unterquerung noch im selben Jahr hochgelegt werden. 50 Meter östlich davon entstand der Bahnübergang mit der Reichsstraße 179 (Waltersdorfer Chaussee). Im Bereich Altglienicke konnte ein bereits in den frühen 1920er Jahren errichteter drei Meter tiefer Einschnitt teilweise genutzt werden. Die damals darüber errichtete Brücke Bohnsdorfer Weg stand jedoch der neuen Streckenführung im Wege, sie wurde abgerissen und durch einen Bahnübergang ersetzt.
Im anschließenden Bereich musste die Strecke über zahlreiche Brücken, allesamt kriegsbedingt nur als Behelfsbrücken gebaut, geführt werden. Am aufwändigsten war die Querung von Teltowkanal und Spree. Die 90 Meter lange dreifeldrige Teltowkanalbrücke benötigte zwei Zwischenstützen, für deren Bau das Kanalprofil erheblich eingeschränkt wurde. An beiden Ufern musste zudem die Treidelbahn so verlegt werden, dass die Stützen wasserseitig umfahren wurden. Die eingleisige Spreebrücke bestand mittig aus zwei je 27 Meter langen Blechträgerbrücken über den Schiffsdurchfahrten. Auf beiden Seiten schloss sich eine je 9 Meter lange Stahlbrücke an, die als Holzkonstruktion zu beiden Ufern fortgesetzt wurde.
Hinter dem letzten Kreuzungsbahnhof Biesenhorst spaltete sich der GAR in zwei eingleisige Strecken auf. Für Fahrten in Richtung Norden wurde die Grabensprungkurve errichtet, die an der Ostseite der Lauchhammerstraße und über den Walslebener Platz zur neuen Abzweigstelle Grabensprung in Sichtweite der gleichnamigen Straße führte, wo sie in die VnK-Strecke einmündete, die den Bahnhof Kaulsdorf erreichte. In der Gegenrichtung verblieben von Kaulsdorf kommende Züge bis zum Bahnhof Biesdorf auf der Ostbahn, unmittelbar dahinter begann das GAR-Gleis, das in Richtung Süden zum Kreuzungsbahnhof Biesenhorst führte.
Am 14. Dezember 1940 wurde der Abschnitt Teltow–Friedrichsfelde Ost erstmals testweise befahren, jedoch fehlten noch zahlreiche Signal- und Sicherungsanlagen. Am 27. Dezember 1940 fuhr erstmals ein Güterzug über die Strecke. Auch danach gab es noch zahlreiche Mängel. Erst Mitte Oktober 1942 war die Reichsbahndirektion Berlin bereit, die 1940 gebaute Strecke von der Reichsbahnbaudirektion Berlin zu übernehmen.

### Der Bau des Güteraußenrings von Biesenhorst nach Karow 1941
Durch Änderungen der Planung für die Verlängerung des Güteraußenringes nach Karow war es erforderlich, den Kreuzungsbahnhof Biesenhorst (kurz vor Friedrichsfelde Ost) zu verlegen. Dazu mussten ein erst wenige Monate altes Stellwerk neu gebaut und die Strecke von 1940 zwei Wochen lang gesperrt werden.
Der planmäßige Betrieb bis Karow wurde am 6. Oktober 1941 aufgenommen.

### Weiterer Ausbau im Zweiten Weltkrieg von 1944 bis April 1945
Im Jahre 1944 wurde begonnen, die Strecke im Süden zweigleisig auszubauen. Gesichert ist eine Betriebsaufnahme von Teltow bis Lichtenrade, wofür der Kreuzungsbahnhof Osdorf wieder aufgelassen wurde. Am Lichtenrader Kreuz mit der Dresdener Bahn, wo beide Strecken seit 1940 nur durch eine Süd-Ost-Kurve verbunden waren, wurde zusätzlich eine Süd-West-Kurve gebaut und am 22. Dezember 1944, vielleicht auch erst Anfang 1945, in Betrieb genommen.
Auch östlich von Lichtenrade wurde das zweite Gleis weitergebaut. Ob und wie weit es noch in Betrieb genommen wurde, ist nicht bekannt. Am 23. Januar 1945 wurde vermerkt, das zweite Gleis sei zwar gebaut, jedoch mit abgestellten Zügen belegt. Der letzte Vermerk vom 9. April besagt, dass die Inbetriebnahme in Kürze zu erwarten sei. Allerdings fehlt in beiden Fällen die Angabe des genauen Streckenabschnittes. Am 22. April 1945 erreichten die ersten sowjetischen Truppen Lichtenrade.

### Nachkriegszeit 1945 bis 1949
Nach Ende des Zweiten Weltkrieges wurde das zweite Gleis als Reparationsleistung demontiert.
Im Südteil zwischen Teltow und der Görlitzer Bahn bei Grünau lief der Betrieb schon wenige Wochen nach Kriegsende wieder an. Die Sicherungsanlagen waren noch außer Betrieb, deshalb erhielten alle Züge einen schriftlichen Fahrbefehl, der jeweils bis zum nächsten Bahnhof galt.
Im Ostteil gab es dagegen zahlreiche Schäden, insbesondere war die Brücke über den Teltowkanal gesprengt, und in der Spreebrücke klaffte eine Lücke. Beide Brücken waren Ende August 1946 notdürftig instand gesetzt, Anfang September war der gesamte GAR bis Karow wieder betriebsfähig.
Die Sowjetische Militäradministration in Deutschland (SMAD) wollte schon 1946 erreichen, möglichst viele Züge im sowjetischen statt im amerikanischen Sektor enden zu lassen. Dazu bot sich oftmals eine Umwegfahrt über den GAR an. Dass die Strecke zwischen Teltow und Schönefeld dreimal über das Gebiet des amerikanischen Sektors führte, war damals nachrangig. 1946/47 wurden Fernzüge der Anhalter und Dresdener Bahn über den Güteraußenring zwischen Teltow und Eichgestell geführt, wo sie auf die Schlesische Bahn übergingen.
Die Spreebrücke musste im September 1947 wieder gesperrt werden. Ende 1947 waren beide Brücken wieder befahrbar. Die Geschwindigkeiten blieben auf maximal 5 km/h beschränkt. Anfang 1949 wurden beide Behelfsbrücken aus den Kriegsjahren durch aus Einzelteilen zusammenschraubbare sogenannte Dauerbehelfsbrücken ersetzt, auf denen bis zu 30 km/h gefahren werden durfte.
Der Abschnitt nördlich der Ostbahn besaß jetzt keine hohe betriebliche Bedeutung mehr. Im August 1947 wurde das gesamte Gleis zwischen Biesenhorst und Karow einschließlich der Kurve Springpfuhl–Marzahn abgebaut, um das Material anderweitig verwenden zu können. Die Wiederaufbaustrecke Biesenhorst–Springpfuhl–Marzahn wurde im Februar 1949 in Betrieb genommen, nach Karow erst am 1. April 1950.

### Personenverkehr zwischen Kaulsdorf und Grünau von 1948 bis 1949
Im Jahre 1948 wurde ein fahrplanmäßiger Personen-Vorortverkehr auf dem eigentlich nur für den Güterverkehr gebauten GAR eingerichtet. Ab 15. Juni 1948 verkehrten Triebwagen zwischen Kaulsdorf und Grünau im Stundentakt, Zwischenhalte waren Grabensprung, Warmbader Straße (die heutige Klara-Schabbel-Straße), Biesenhorst und Wuhlheide. Wenige Tage später wurde der Verkehr bis Wuhlheide auf einen 30-Minuten-Takt verdichtet. Durch die bereits erwähnten Brückenarbeiten kam es oftmals zu starken Einschränkungen, etwa Mitte März wurde dieser Verkehr endgültig eingestellt.

### Personenverkehr zwischen Lichtenrade und Grünau 1948 bis 1958
Am 26. Juli 1948 wurde ein Verkehr mit Triebwagen zwischen Lichtenrade und Grünau eingeführt. Die Züge verkehrten im 80-Minuten-Takt, so dass ein Zug für die in jeder Richtung 27 Minuten lange Strecke ausreichte. In Lichtenrade gab es unmittelbaren Anschluss von und nach Rangsdorf, wo die Züge damals im 40-Minuten-Takt fuhren. Die bedienten Bahnhöfe waren
- Lichtenrade (Bahnsteig der S-Bahn)
- Lichtenrade-Ost (ab 22. Juli 1949)
- Groß Ziethen
- Schönefeld Dorf
- Schönefeld Siedlung
- Grünberg Allee (ab spätestens 15. Mai 1949)
- Altglienicke
- Grünau (Bahnsteig C)

Am 8. Oktober 1950 wurde dieser Personenverkehr wieder eingestellt.
Zur Anbindung von Groß Ziethen wurde der Personenverkehr Mitte Oktober 1952 dort wieder aufgenommen, jetzt jedoch ab Schönefeld über die inzwischen fertiggestellte Neubaustrecke des „Berliner Außenringes“ nach Schöneweide. Einziger Zwischenhalt war Adlershof. Es fuhren zunächst sieben, später bis zu zehn Zugpaare täglich bis zum 2. Oktober 1954. Ein zusätzlicher Halt im Raum Altglienicke war vorgesehen, konnte jedoch an dieser Trasse mit Rücksicht auf deren Leistungsfähigkeit nicht gebaut werden.
Ab 3. Oktober 1954 wurde der Verkehr deshalb wieder auf die alte, bereits 1948 genutzte Trasse des GAR zurückverlegt. Die Züge begannen nicht mehr in Lichtenrade, sondern in Groß Ziethen. Dort entstand ein zusätzlicher Bahnhof „Groß Ziethen Ost“. Der Bahnhof Schönefeld Dorf wurde aufgegeben, dort verlief die Trasse inzwischen ein kurzes Stück auf die Neubaustrecke verschwenkt. Auf den folgenden drei Stationen wurden die bis 1950 genutzten Bahnsteige erneut in Betrieb genommen. In Grünau entstand ein neuer Bahnsteig in der Kurve Richtung Altglienicke.
Am 31. Mai 1958 wurde der Vorortverkehr auf dem GAR endgültig eingestellt. Damit endete auch der Personenverkehr in Groß Ziethen, Groß Ziethen Ost und „Schönefeld Ausbau“. Die Bahnhöfe Grünbergallee und Altglienicke wurden 1962 mit der Eröffnung der S-Bahn, die auf der alten GAR-Trasse verkehrt, neu errichtet.

### Weitere Entwicklung ab 1949
Teltow–Schönefeld: Der Berliner Außenring (BAR) wurde 1951 hier auf völlig neuer, stadtfernerer Trasse errichtet, die sich etwa an den ursprünglichen Planungen für die Umgehungsbahn von vor 1930 orientierte. Der GAR kam dafür nicht in Frage, da die Trasse mehrmals zwischen dem West-Berliner Stadtgebiet und dem Gebiet der DDR wechselte. Der Abschnitt im Bereich Lichtenrade–Großziethen ist auf einer Karte der Reichsbahndirektion von 1959 noch dargestellt, nicht jedoch auf einem Stadtplan von 1955. Östlich von Groß Ziethen gab es auch nach der endgültigen Einstellung des Personenverkehrs 1958 noch in geringem Umfang Güterverkehr.
Als Folge des Mauerbaus 1961 wurde die Strecke fast vollständig demontiert, so dass heute kaum noch Reste davon zu entdecken sind. Nur die auf West-Berliner Gebiet befindlichen Abschnitte um die Dresdener Bahn in Lichtenrade dienten noch bis in die 1970er Jahre Anschlusszwecken für die dortige Industrie.
Schönefeld–Grünau: Auch hier wurde der BAR 1951 auf völlig neuer, nun aber stadtnäherer Trasse errichtet. Der GAR wurde im Bereich Schönefeld für ein kurzes Stück am Bahnhof Schönefeld auf die neue Trasse verschwenkt. Die alte Strecke blieb erhalten und wurde 1954–1958 für Personen-Vorortverkehr, der östliche Teil bis Grünbergallee von 1959 bis 1963 für den Güterverkehr zum Flughafen Schönefeld genutzt. Auf dieser Trasse entstand die S-Bahn nach Schönefeld, die am 6. Februar 1962 eingeweiht wurde. Am östlichen Ende wird die Strecke seitdem nicht mehr nach Grünau geführt, sondern fädelt in die S-Bahn-Gleise Richtung Adlershof ein. Die Dämme der Verbindungskurve nach Grünau sind noch vorhanden.
Grünau–Dörpfeldstraße:
Die Strecke wurde 1951 als BAR neu trassiert und dabei begradigt.
Dörpfeldstraße–Eichgestell:
Das vorhandene Gleis blieb erhalten und wurde 1951 durch ein zweites Gleis ergänzt. Seitdem wird dieser Abschnitt zum BAR gezählt.
Eichgestell–Springpfuhl:
In diesem Bereich wurde ab 1953 der Verschiebebahnhof Wuhlheide errichtet. Der eingleisige GAR blieb zwischen Sgn und Wuhlheide in Betrieb. Erst mit der Inbetriebnahme des Biesdorfer Kreuzes 1971 entstand auch hier der zweigleisige Außenring.
Herzbergkurve: Im Mai 1951 wurde eine Verbindungskurve zwischen dem GAR und der Wriezener Bahn in Betrieb genommen (Herzbergkurve). Sie zweigte nördlich des Bahnhofs Springpfuhl am Stellwerk Sgn ab und schloss nördlich des Bahnhofs Magerviehhof an die Wriezener Bahn an und ermöglichte Reisezügen die Fahrt zum Bahnhof Lichtenberg, welcher somit den Verkehr vom Stettiner Bahnhof übernahm.
Springpfuhl–Karow:
Ab 1955 wurde der Berliner Außenring auf einer Länge von neun Kilometern völlig neu trassiert. 1956/57 erfolgte die Inbetriebnahme, gleichzeitig wurde der GAR stillgelegt und danach abgebaut. Die neue Trasse verläuft bis zu 750 Meter weiter westlich.

## Heutige Situation / Spuren
Vom stillgelegten Streckenabschnitt sind noch einige wenige Reste zu erkennen.

### Von Teltow bis Osdorf
Von dem grenznahen nördlichen Bereich des Teltower Güterbahnhofes ist nichts mehr zu erahnen; er ist jetzt dicht von Kleingartenanlagen besiedelt. Die heute stillgelegte einstige Teltower Eisenbahn, die den westlichen Anschluss des Güteraußenrings zum Teltowkanal in Stahnsdorf stadtgrenznah herstellte, wurde nach dem Mauerbau weiter nach Süden verlegt und musste im Jahre 2005 endgültig der Wiedererrichtung der Anhalter Bahn weichen.
Am Stadtrand bei Lichterfelde Süd sind noch Schwellenreste von Aufstellgleisen östlich neben der Anhalter Bahn in einem Birkenwäldchen verborgen.
Das Dorf Osdorf lag zu dicht an den Grenzanlagen und wurde im Zuge des Mauerausbaus dem Erdboden gleichgemacht. Infolgedessen ist von dem einstigen dortigen Bahnhof nichts mehr zu finden.
In Luftbildern und topographischen Karten kann man den ungefähren Verlauf des geplanten Güteraußenrings besonders im Raum Stahnsdorf und Potsdam noch erahnen. Teilweise wurde der Bahndamm damals bereits aufgeschüttet, bzw. die Trasse freigehalten, jedoch noch keine Gleise verlegt.

### In Lichtenrade

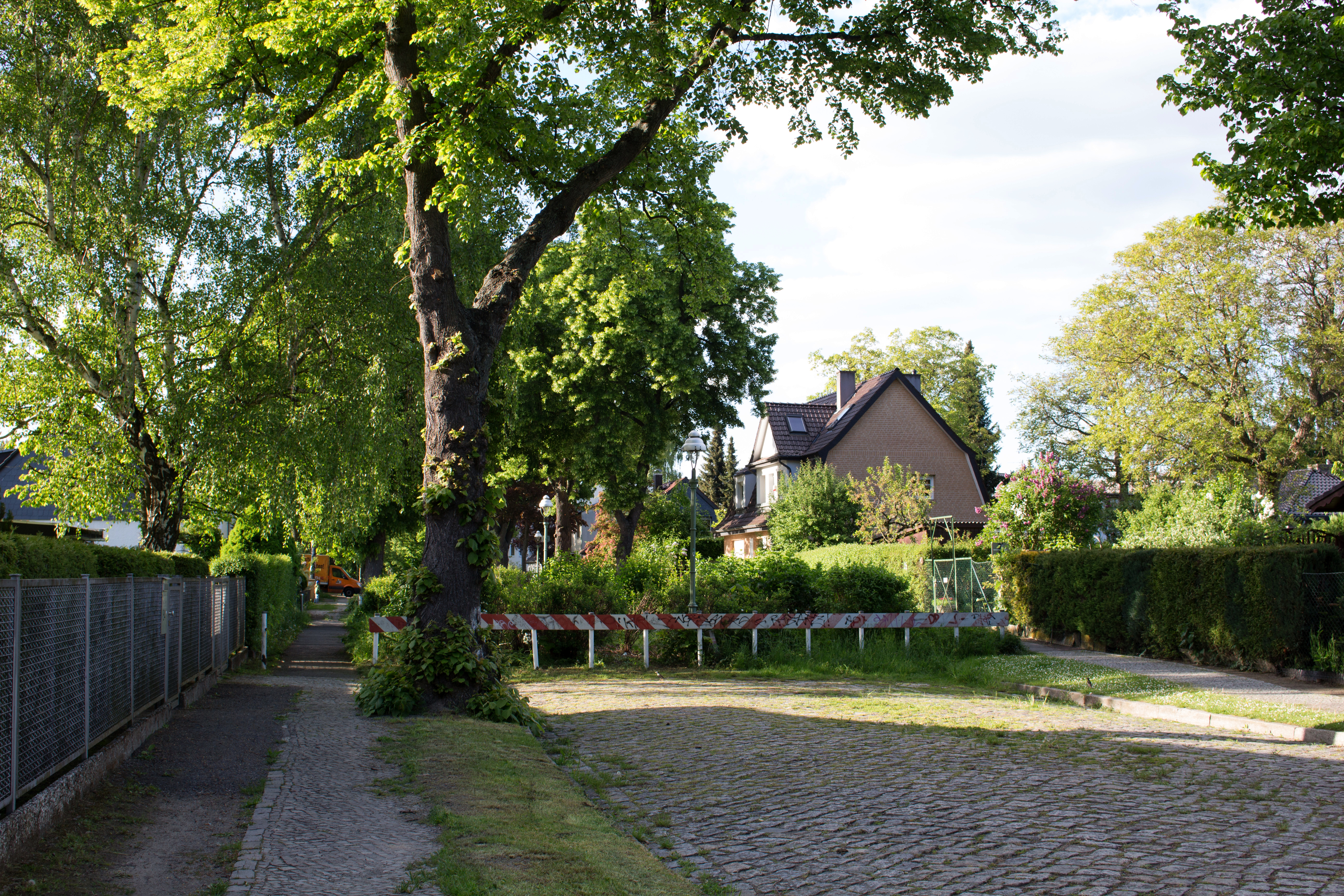
Die Fahrbahn der Krusauer Straße in Lichtenrade ist noch heute dort unterbrochen, wo 1940 die Bahnlinie gebaut wurde. Nur die beiden Fußwege wurden wieder verbunden. Auch der Verlauf der ehemaligen Trasse ist hier noch genau zu erkennen, weil hier heute Kleingärten anstelle von Wohnhäusern stehen.

In Berlin-Lichtenrade ist die aufgelassene Trasse im Stadtplan südlich der Kloster-Zinna-Straße und nördlich der Fontanestraße aufgrund der Grundstücksgrenzen und unterbrochener Straßen erkennbar. Am Lichtenrader Damm (B 96) sind weiterhin die Rampen der Richtungsfahrbahn stadtauswärts zur Brücke über den Güteraußenring erkennbar. Zunächst besaß der Lichtenrader Damm hier nur eine Fahrbahn ohne Mittelstreifen. Die Trasse der Straßenbahn lag damals in Seitenlage östlich der ursprünglichen Fahrbahn und wurde ebenfalls über die Rampe zur Brücke geführt. Heute sind neben den Rampen noch die Brückenbauwerke für die ursprüngliche Fahrbahn und für die bereits 1961 stillgelegte Straßenbahn erkennbar. Der Durchlass war für zwei Gleisdurchfahrten (bzw. für eine Gleisdurchfahrt und einen Nebenweg) angelegt. Als die zweite Richtungsfahrbahn stadteinwärts 1974 gebaut wurde, gab es den GAR schon nicht mehr, diese verläuft deshalb ebenerdig. In der Nähe des ehemaligen Haltepunktes Lichtenrade Ost (GAR) ist noch das ehemalige Stellwerk vorhanden.
Am Lichtenrader Kreuz liegt heute unter der Dresdener Bahn anstelle des GAR ein Fußgängertunnel. Westlich des Bahndammes der S-Bahn befinden sich noch wenige Reste der 1944 erbauten süd-westlichen Verbindungskurve. Bis etwa Ende der 1960er Jahre waren auch noch Reste der Verbindungskurve Lichtenrade → Lichtenrade Ost vorhanden. Der Bau einer Nord-West-Kurve sollte 1944 erfolgen, wurde jedoch nicht mehr ausgeführt. Eine Nord-Ost-Kurve gab es nur während der Bauphase 1940. In östlicher Richtung von der Dresdener Bahn sind seit langem die Gleisanlagen von den Kleingärten der Bahn-Landwirtschaft in Lichtenrade besiedelt.

### Von Großziethen bis Schönefeld

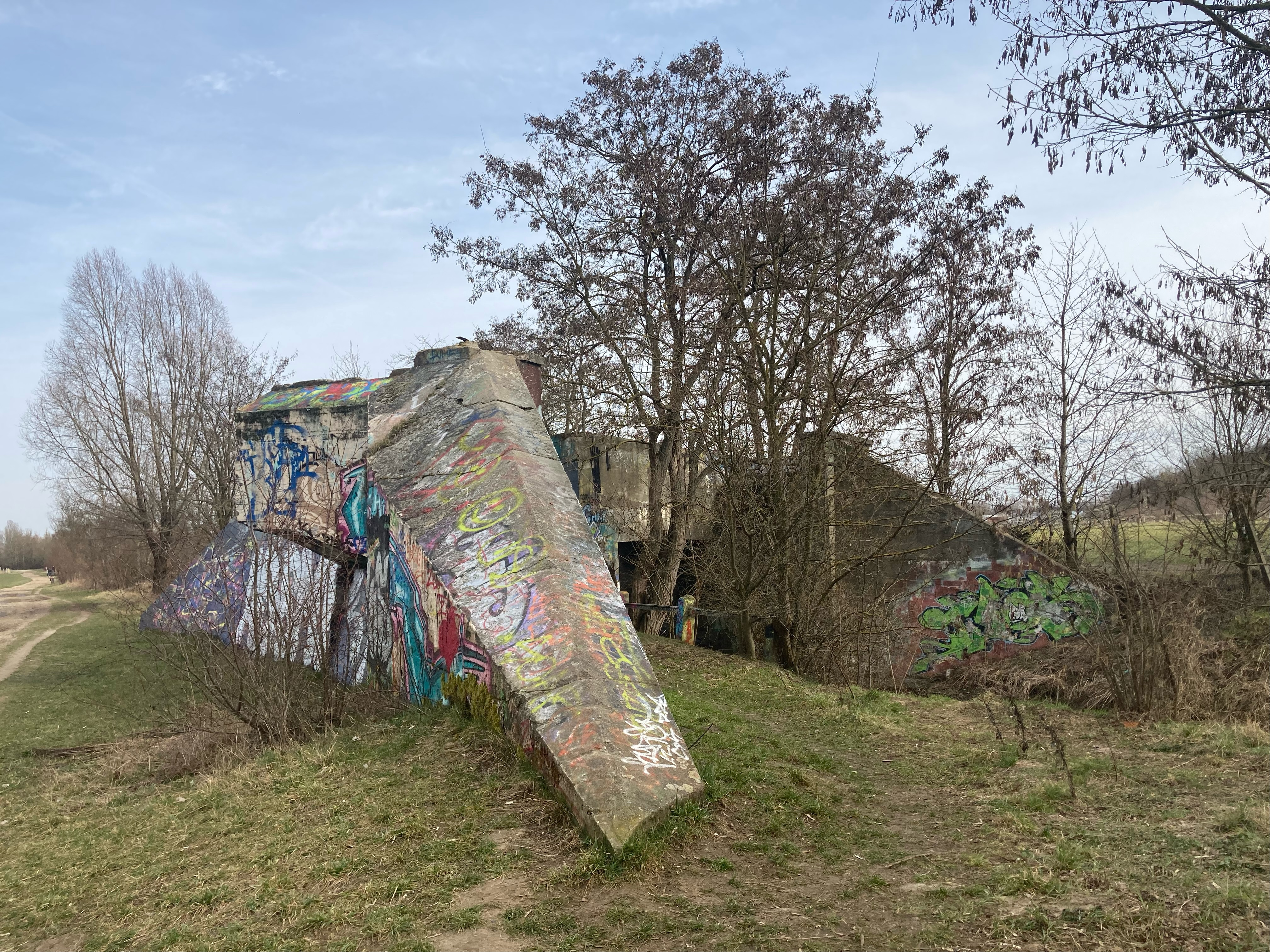
Massiv betonierter Brückenrest über das Rudower Fließ bei Großziethen.

Östlich des noch vorhandenen ehemaligen Bahnhofs Großziethen befindet sich heute eine Neubausiedlung; nur noch ein Straßenname Am alten Bahndamm erinnert an die ehemalige Trasse. Weiter östlich, auf Großziethener Gemarkung in Richtung Rudow, befindet sich ein massiv betonierter Brückenrest über das Rudower Fließ.
An der Waltersdorfer Chaussee stadtauswärts kurz vor dem Außenring befanden sich rechts (westlich) noch die Brückenwiderlager der ehemaligen Überführung der Berliner Straßenbahn (Linie 147 Pankow – Schönefeld) über den Güteraußenring. Im Zuge des Ausbaus der Hans-Grade-Allee wurden die Widerlager im Juni 2011 abgerissen.
Einige hundert Meter weiter westlich entdeckt man am ehemaligen Bahndamm im Zuge eines Zuflusses zum Rudower Fließ einen mehrgleisigen betonierten Wasserdurchlass.

### In Karow

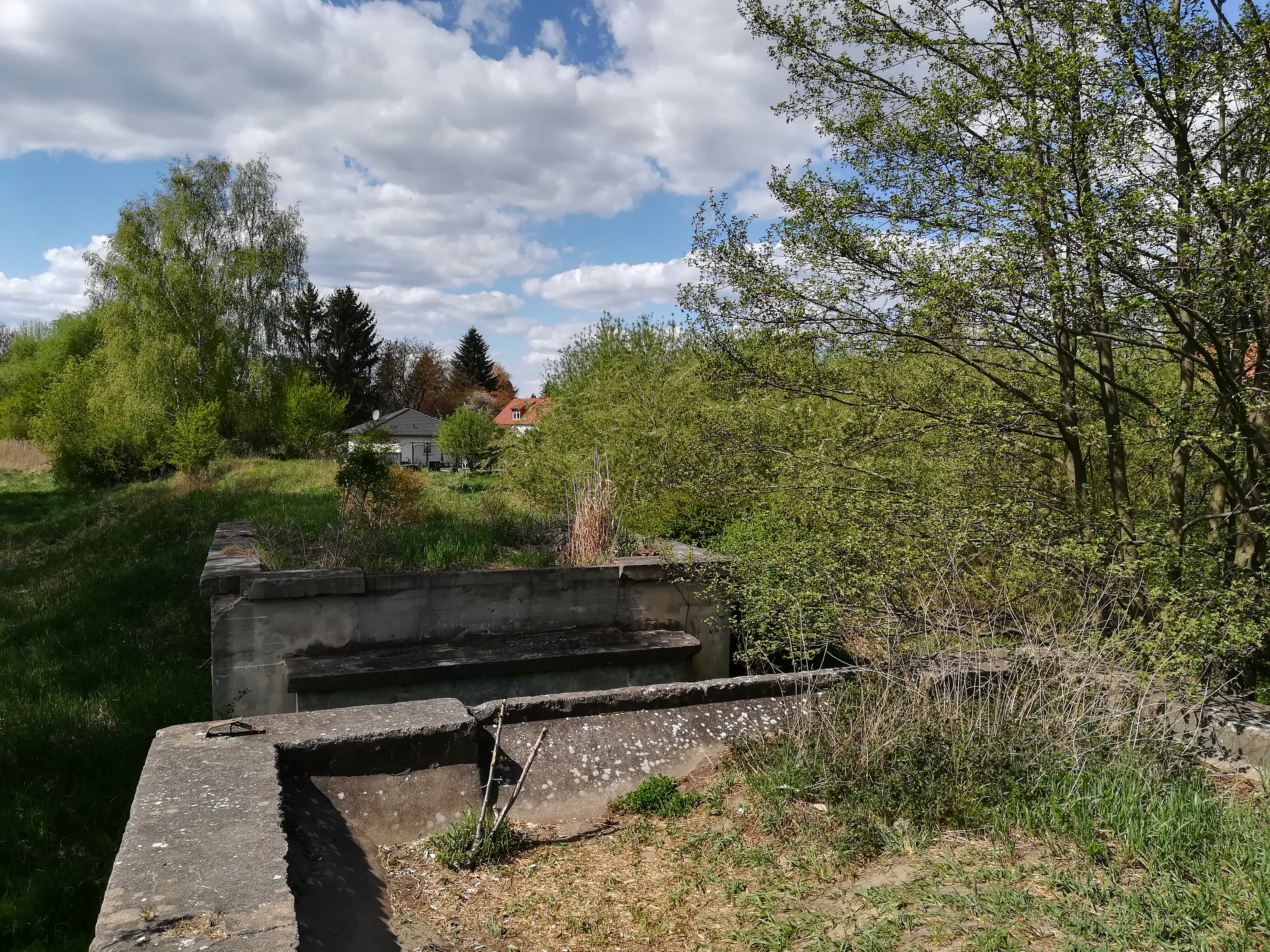
Widerlager der Brücke des Güteraußenrings über die Laake in Karow

In Karow existieren noch die Widerlager der Brücke des Güteraußenrings über die Laake, einen Nebenfluss der Panke, sowie, unmittelbar anschließend, Teile des alten Bahndamms.(Lage: )